# Glienicke/Nordbahn
Glienicke/Nordbahn ist eine Gemeinde im Land Brandenburg am Nordrand Berlins. Sie gehört zum Landkreis Oberhavel.

## Geographie
Glienicke/Nordbahn liegt an der nördlichen Stadtgrenze Berlins. Der Zusatz Nordbahn beruht auf der Nähe zu der Ende des 19. Jahrhunderts gebauten Eisenbahnstrecke Berlin–Stralsund, der Berliner Nordbahn. Die Gemeinde grenzt im Süden und Westen an den Bezirk Reinickendorf von Berlin (Ortsteile Frohnau, Hermsdorf sowie Lübars). Nördlich liegt die Stadt Hohen Neuendorf und östlich der Ort Schildow der Gemeinde Mühlenbecker Land. Die Wohnbebauung der Gemeinde ist mit der der Berliner Stadtteile Hermsdorf und Frohnau verwachsen. Zwischen 1961 und 1990 verlief direkt an der südlichen und westlichen Gemeindegrenze zwischen einzelnen Wohngrundstücken die Berliner Mauer und nahm an deren westlichen Ende eine besondere Form an, den sogenannten Entenschnabel. Der Ortskern ist ein typisches Angerdorf der Mark Brandenburg. Die höchste Erhebung der Gemeinde ist der Lange Berg mit 55 m ü. NHN.

## Gemeindegliederung
Glienicke/Nordbahn hat keine amtlich ausgewiesenen Ortsteile, bewohnten Gemeindeteile oder Wohnplätze.

## Geschichte

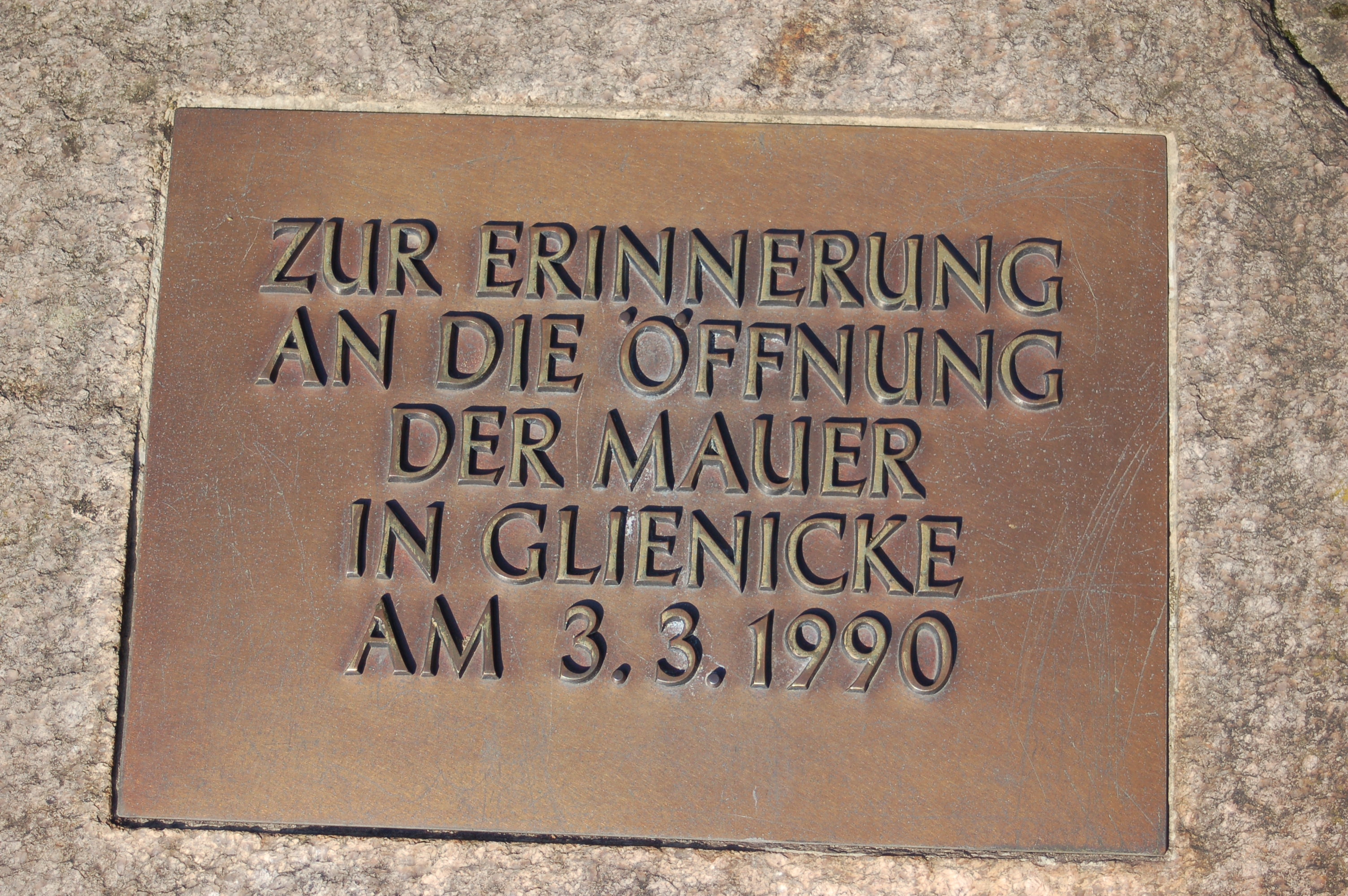
Gedenkstein zur Maueröffnung am 3. März 1990

Erstmals erwähnt wird der Ort als Glyneck in den Lehnsregistraturen des Kurfürsten Friedrich I. von Brandenburg im Jahre 1412. Während des Dreißigjährigen Krieges wurde das kleine Bauerndorf fast total zerstört. Der Landreiter Ulrich Gärtner berichtet hierzu im Jahre 1654: „Glinike … dieses Dorf ist gantz wueste“. Erst ab etwa 1670 begann eine nennenswerte Wiederbesiedelung.
Der Hauptmann von Oranienburg erhielt vom Kurfürsten den Auftrag, eine Gaststätte in Verbindung mit einer Bauernwirtschaft (Krug) zu errichten. So entstand um 1670 der Sandkrug, der in Theodor Fontanes Wanderungen durch die Mark Brandenburg Erwähnung findet und erst dem Bau der Berliner Mauer weichen musste. Der erste Pächter des Sandkrugs hieß Ottemann. Er war zugleich Schulze des Dorfes, welches um 1700 bereits acht Bauerngehöfte umfasste.
Um 1704 wurde eine evangelische Kirche auf dem Dorfanger erbaut. Sie wurde 1864/65 durch den heutigen Kirchenbau ersetzt. Die Pläne zu dem neoromanischen Gebäude stammen von dem Architekten Georg Erbkam. Teile von Glienicke gehörten zu jener Zeit zum ca. 555 ha großen Gutsareal derer von Veltheim auf Schönfließ. Daher war es auch Achaz von Veltheim, der als Kirchenpatron den Grundstein für den Kirchenneubau legte. Der Bau wurde in den Jahren 2008 (außen) und 2013 (innen) renoviert.
Großen Einfluss auf die Entwicklung Glienickes hatte der Bau der Berliner Nordbahn Berlin–Oranienburg–Neustrelitz im Jahre 1877. Ab etwa 1880 begann die Parzellierung von Feldern; Berliner entdeckten das Dorf zwischen Kindelwald und Kindelsee für die Sommerfrische. Zu Beginn des 20. Jahrhunderts entstanden neue Ortsteile an der Jungbornstraße, der Alten Schildower Straße und im Ortsteil West. Die Einwohnerzahl stieg von 201 im Jahre 1875 über 425 im Jahre 1900 auf 912 im Jahre 1910 an. Bis 1934 erhöhte sich die Einwohnerzahl – insbesondere durch zahlreiche Zuzüge aus Berlin – auf knapp 4000. Während des Zweiten Weltkrieges und der DDR-Zeit stagnierte die Bevölkerungsentwicklung des Ortes. Nach der Wende nahm die Einwohnerzahl Glienickes stark zu. Am 11. November 2011 wurde die 11.111te Einwohnerin (gemäß Bestand vor dem Zensus) begrüßt.
Zu DDR-Zeiten war Glienicke Ausgangspunkt von drei Fluchttunneln, die unter der Berliner Mauer hindurch nach West-Berlin gegraben wurden. Neben dem Becker- und dem Thomas-Tunnel an der Oranienburger Chaussee, die im Jahre 1962 gegraben wurden und mehreren Dutzend Menschen zur Flucht verhalfen, hat der Aagaard-Tunnel in der Ottostraße durch seine archäologische Wiederentdeckung und Erschließung im Jahre 2011 besonderes Interesse hervorgerufen. Durch den Tunnel flohen im Jahre 1963 insgesamt 13 Personen, darunter auch Kinder, aus der DDR nach West-Berlin.
In einer Volksabstimmung 1991 lehnten es die Glienicker ab, sich Berlin anzuschließen. Ebenso wurde bei einer zweiten Bürgerbefragung im Mai 1992 die vom Innenministerium vorgesehene Eingliederung in das Amt Schildow abgelehnt, so dass Glienicke eine amtsfreie Gemeinde blieb.
Im Jahre 2012 feierte Glienicke sein 600-jähriges Bestehen.

## Bevölkerungsentwicklung
| Jahr | Einwohner |
| ---- | --------- |
| 1875 | 0 201     |
| 1890 | 0 251     |
| 1910 | 0 912     |
| 1925 | 1 823     |
| 1933 | 3 713     |
| 1939 | 5 187     |

| Jahr | Einwohner |
| ---- | --------- |
| 1946 | 5 232     |
| 1950 | 5 392     |
| 1964 | 4 997     |
| 1971 | 4 930     |
| 1981 | 4 774     |
| 1985 | 4 768     |

| Jahr | Einwohner |
| ---- | --------- |
| 1990 | 04 407    |
| 1995 | 04 641    |
| 2000 | 07 709    |
| 2005 | 09 597    |
| 2010 | 11 005    |
| 2015 | 12 155    |

| Jahr | Einwohner |
| ---- | --------- |
| 2020 | 12 430    |
| 2021 | 12 403    |
| 2022 | 12 190    |
| 2023 | 12 039    |
| 2024 | 12 159    |

Gebietsstand des jeweiligen Jahres, Einwohnerzahl: Stand 31. Dezember (ab 1991), ab 2011 auf Basis des Zensus 2011, ab 2022 auf Basis des Zensus 2022

## Politik

### Gemeindevertretung
Die Gemeindevertretung von Glienicke/Nordbahn besteht aus 22 Gemeindevertretern und dem hauptamtlichen Bürgermeister. Die Kommunalwahl am 9. Juni 2024 führte bei einer Wahlbeteiligung von 72,6 % zu folgendem Ergebnis:
| Partei / Wählergruppe        | Stimmenanteil 2019 | Sitze 2019 |        | Stimmenanteil 2024 | Sitze 2024 |
| ---------------------------- | ------------------ | ---------- | ------ | ------------------ | ---------- |
| CDU                          | 20,4 %             | 4          | 32,8 % | 7                  |            |
| SPD                          | 23,2 %             | 5          | 20,7 % | 4                  |            |
| AfD                          | 10,8 %             | 2          | 17,0 % | 4                  |            |
| Bündnis 90/Die Grünen        | 16,0 %             | 4          | 12,8 % | 3                  |            |
| Die Linke                    | 09,4 %             | 2          | 08,8 % | 2                  |            |
| FDP                          | 07,7 %             | 2          | 07,9 % | 2                  |            |
| Glienicker Bürgerliste (GBL) | 10,1 %             | 2          | –      | –                  |            |
| Piraten                      | 02,4 %             | 1          | –      | –                  |            |
| Insgesamt                    | 100 %              | 22         | 100 %  | 22                 |            |

Die Piratenpartei war durch Rücktritt ihres einzigen Listenkandidaten seit Juni 2020 nicht mehr in der Gemeindevertretung vertreten.
In Brandenburg hat jeder Wähler bei der Kommunalwahl drei Stimmen, die er auf die Bewerber eines Wahlvorschlages oder unterschiedlicher Wahlvorschläge verteilen kann.

### Bürgermeister

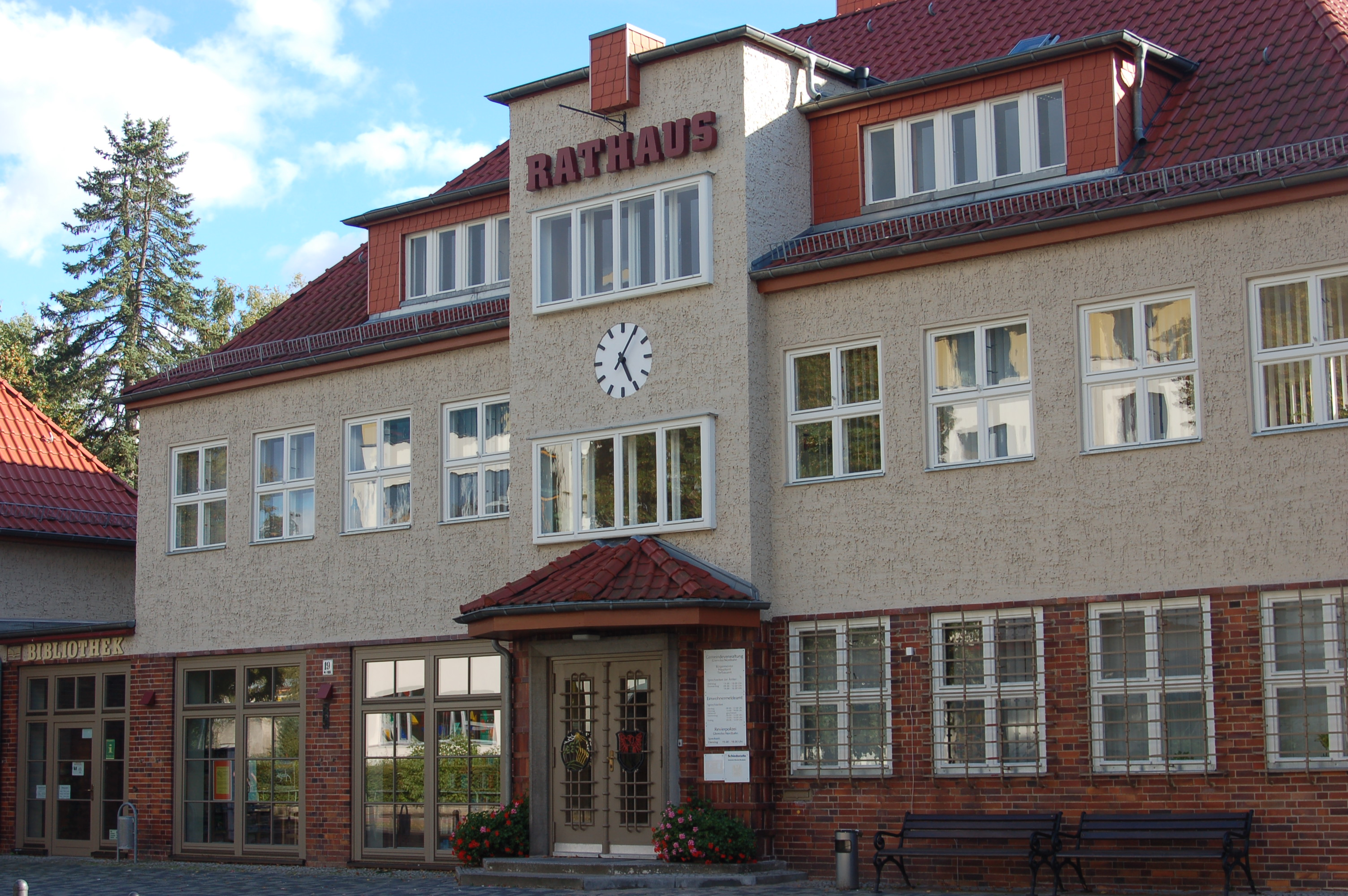
Rathaus Glienicke

- 1990–1994: Karin Röpke (Glienicker Bürgerliste)
- 1994–2010: Joachim Bienert (SPD)
- seit 2010: Hans Günther Oberlack (FDP)

Oberlack wurde in der Stichwahl am 8. Oktober 2017 für weitere acht Jahre in seinem Amt bestätigt.
| Name                            | Stimmen | Stimmenanteil |
| ------------------------------- | ------- | ------------- |
| Hans Günther Oberlack (CDU/FDP) | 3.083   | 59,7 %        |
| Uwe Klein (SPD)                 | 2.079   | 40,3 %        |

### Wappen
| Wappen von Glienicke/Nordbahn | Blasonierung: „Halb geteilt und gespalten von Rot, Silber und Blau, darin vorne oben das erste Viertel eines gold-bewehrten, silbernen Adlers mit goldenem Kleestengel auf dem Flügel und hinten eine bewurzelte goldene Kiefer beseitet von je einer goldenen Kornähre.“ |
| Wappen von Glienicke/Nordbahn | Wappenbegründung: Hintergrundbild ist ein aus dem brandenburgischen Wappen abgeleiteter, farblich veränderter Teil eines silberfarbenen Adlers mit goldenem Kleestengel im Flügel, goldener Zunge und goldenem Schnabel auf rotem Grund in der linken oberen Ecke des Wappens. Die silberfarbene linke untere Ecke des Wappens stellt mit dem Adler einen Teil des Barnimer Wappens dar (obere Hälfte: Adler, untere Hälfte: silberfarben und leer). Die gesamte hintere Hälfte bringt in das Gesamtbild auf blauem Hintergrund die für Glienicke typischen Elemente ein – eine goldfarbene Kiefer für ehemaligen und noch vorhandenen Bestand dieser für die Mark so typischen Baumart und die flankierenden, goldfarbenen Kornähren symbolisieren Glienickes landwirtschaftlich-dörfliche Vergangenheit. Das Wappen wurde am 13. Januar 1997 durch das Ministerium des Innern genehmigt. |

### Dienstsiegel
Das Dienstsiegel zeigt das Wappen der Gemeinde mit der Umschrift GEMEINDE GLIENICKE/NORDBAHN • LANDKREIS OBERHAVEL.

## Sehenswürdigkeiten und Kultur

### Bauwerke
In der Liste der Baudenkmale in Glienicke/Nordbahn stehen die in der Denkmalliste des Landes Brandenburg eingetragenen Denkmale.
- Gedenk- und Begräbnisstätte für die Opfer des Faschismus (OdF), auf dem Waldfriedhof (⊙)
- Kapelle auf dem Waldfriedhof, 1950 erbaut, seit 2008 unter Denkmalschutz[16] (⊙)
- Gartenstraße 12 (Wohnhaus)
- Gartenstraße 17 (Bauernhof, bestehend aus Wohnhaus und Wirtschaftsgebäude)
- Hattwichstraße 63 (Wohnhaus mit Einfriedung)
- Hauptstraße (Dorfkirche)
- Hauptstraße 19 (Rathaus) (⊙)
- Hauptstraße 23–24: Eingang, Brunnen und Kapelle des Friedhofs der evangelischen Kirchengemeinde (⊙)
- Hauptstraße 23–24: Grabstätte Familie Friedrich Müller
- Hauptstraße 23–24: Grabstätte Familie Karl Müller
- Hauptstraße 23–24: Grabstätte Familie Schmidtke-Assmus
- Gedenkstein von 1980 an der Schulanlage in der Hauptstraße für den jüdischen Kommunisten Karl Neuhof, der im Ort Widerstand gegen die Nazis organisierte und nach seiner Verhaftung 1943 im KZ Sachsenhausen ermordet wurde. Die Schule legte nach 1990 seinen Namen ab. (⊙)
- Hauptstraße 63–64 (Schule mit Turnhalle) (⊙)
- Hauptstraße 70 (Wohn- und Geschäftshaus)(⊙)
- Karl-Liebknecht-Straße 142–147 (Walter-Felsenstein-Anwesen „Marienhof“)
- Gedenkstein auf dem Friedrich-Wegner-Platz zur Erinnerung an den Kommunisten Gerhard Weiß, der im April 1932 beim Überwachen der KPD-Plakate zur Reichspräsidentenwahl von einem Nazi erschossen wurde (⊙)
- Stolper Straße 47, Wohnhaus aus der Zwischenkriegszeit

- Gartenstraße 14, Gedenkstele zur Erinnerung an die Familie Ziegler, die die Jüdin Selma Weissbrod 1943 bis 1945 vor Verfolgung schützte[17]

Bürgerhaus, Moskauer Straße
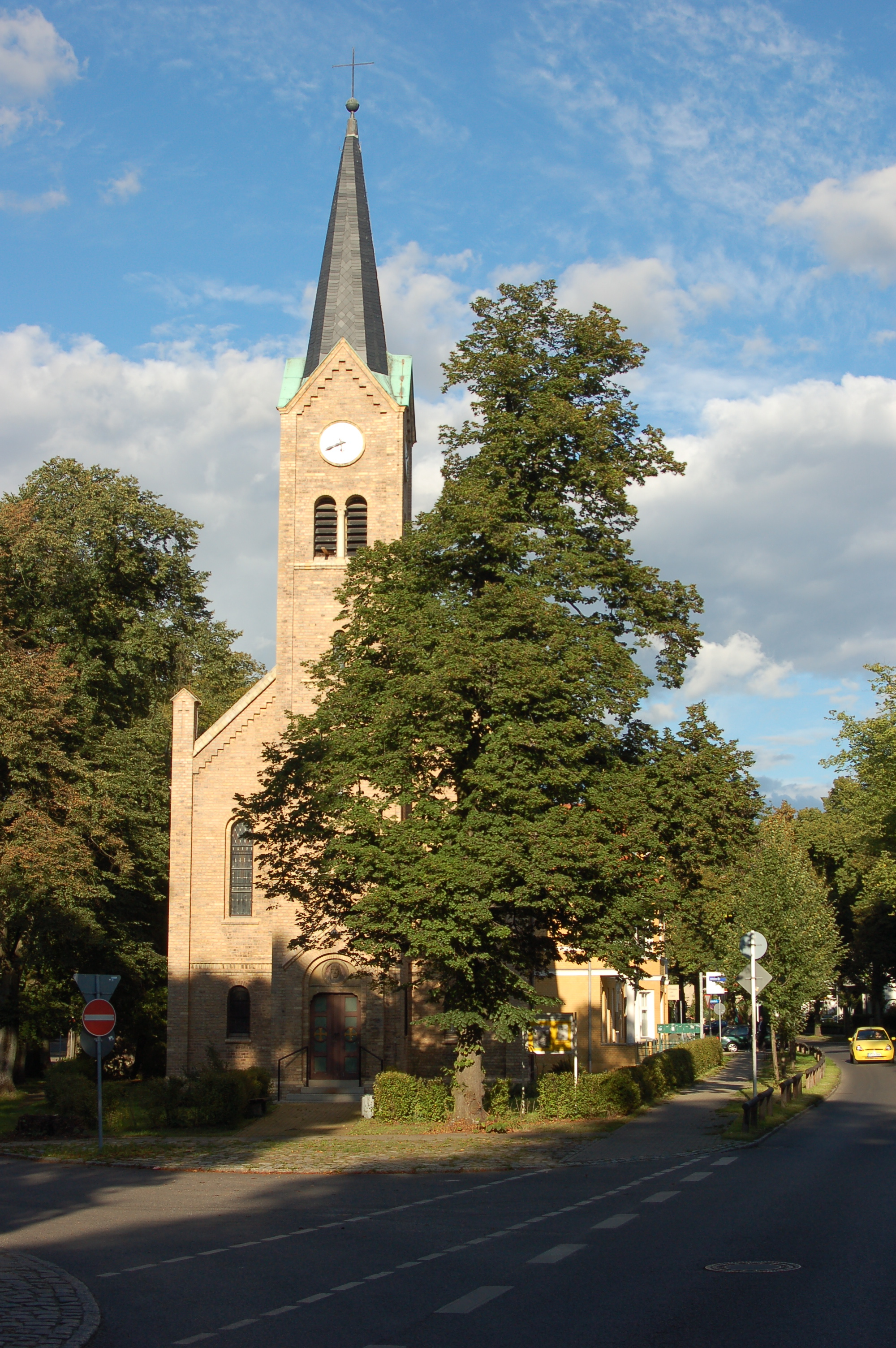
Evangelische Dorfkirche
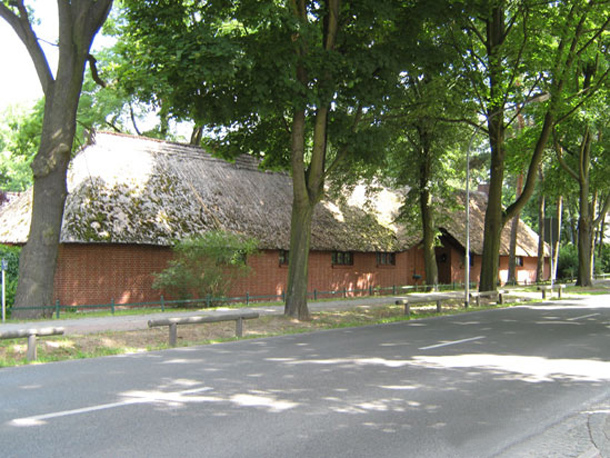
Karl-Liebknecht-Straße 142–147 (Walter-Felsenstein-Anwesen „Marienhof“)
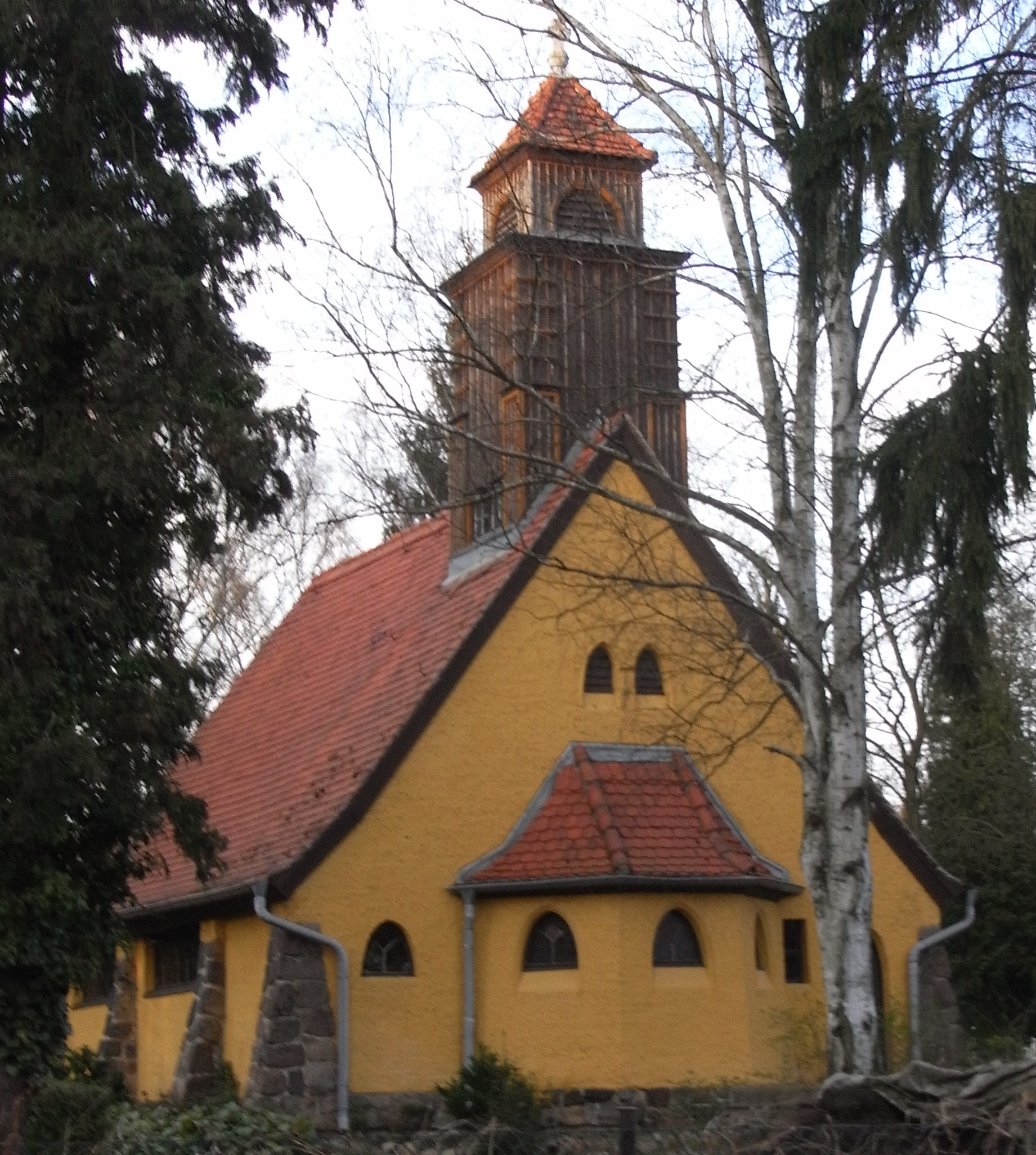
Friedhofskapelle
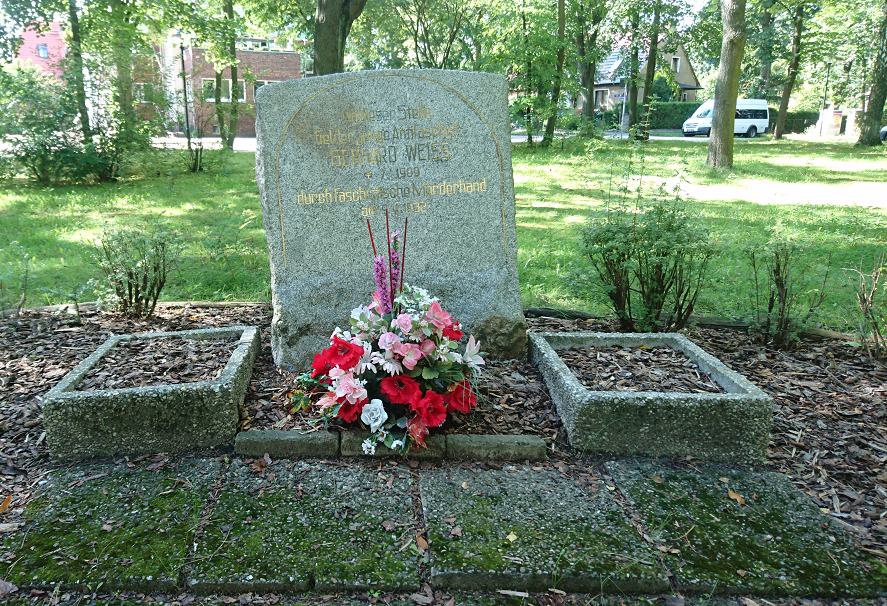
Gedenkstein für Gerhard Weiß
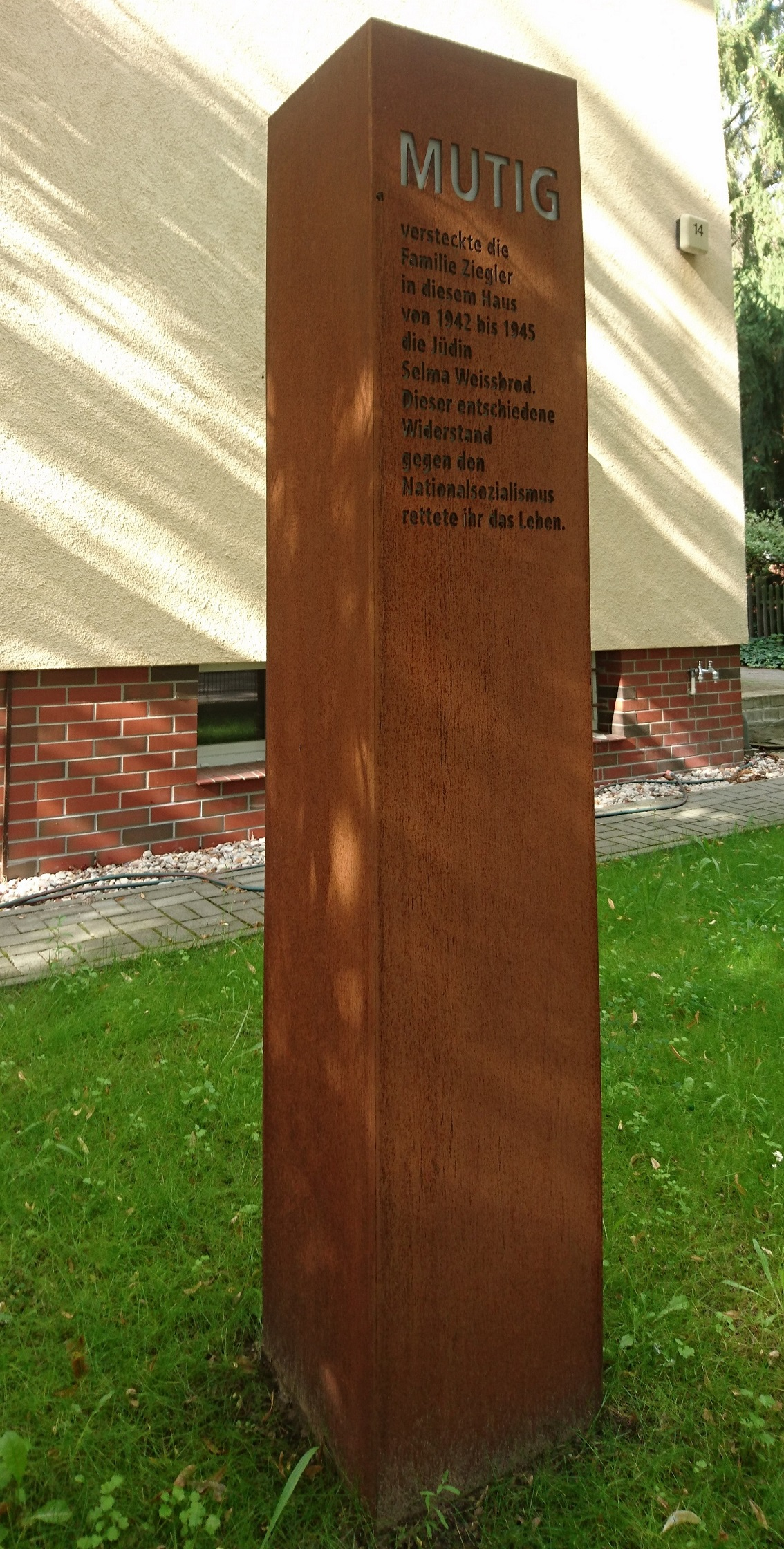
Gedenkstele Gartenstraße 14
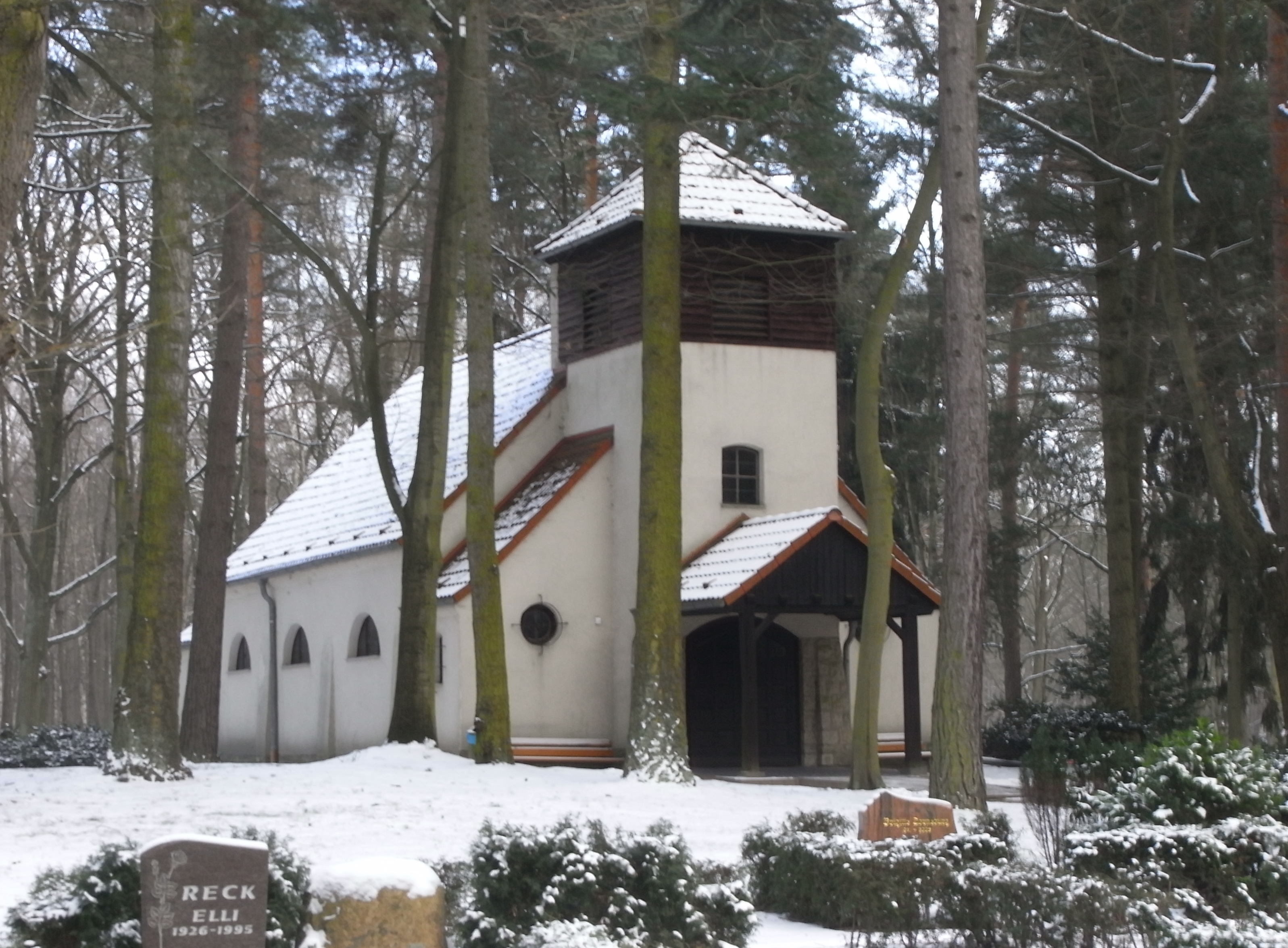
Kapelle auf dem Waldfriedhof

In der Liste der Bodendenkmale in Glienicke/Nordbahn stehen die in der Denkmalliste des Landes Brandenburg eingetragenen Bodendenkmale.

### Stolpersteine
Im Ort sind an drei Stellen Stolpersteine durch den Künstler Gunter Demnig verlegt worden.
- Rosa Baumgarten (* 1855), deportiert 1943, ermordet im KZ Auschwitz
- Familie Liebermann: Max Moritz Liebermann (* 1879), Martha Liebermann (* 1889), Ernst Liebermann (* 1923), Hannelore Liebermann (* 1925), Ingeborg Liebermann (* 1929). Die Familie wurde 1942 ins Ghetto Warschau deportiert und im Vernichtungslager Treblinka ermordet.
- Herta Standke (* 1907 † 1944), ermordet in der Heilanstalt Meseritz-Obrawalde

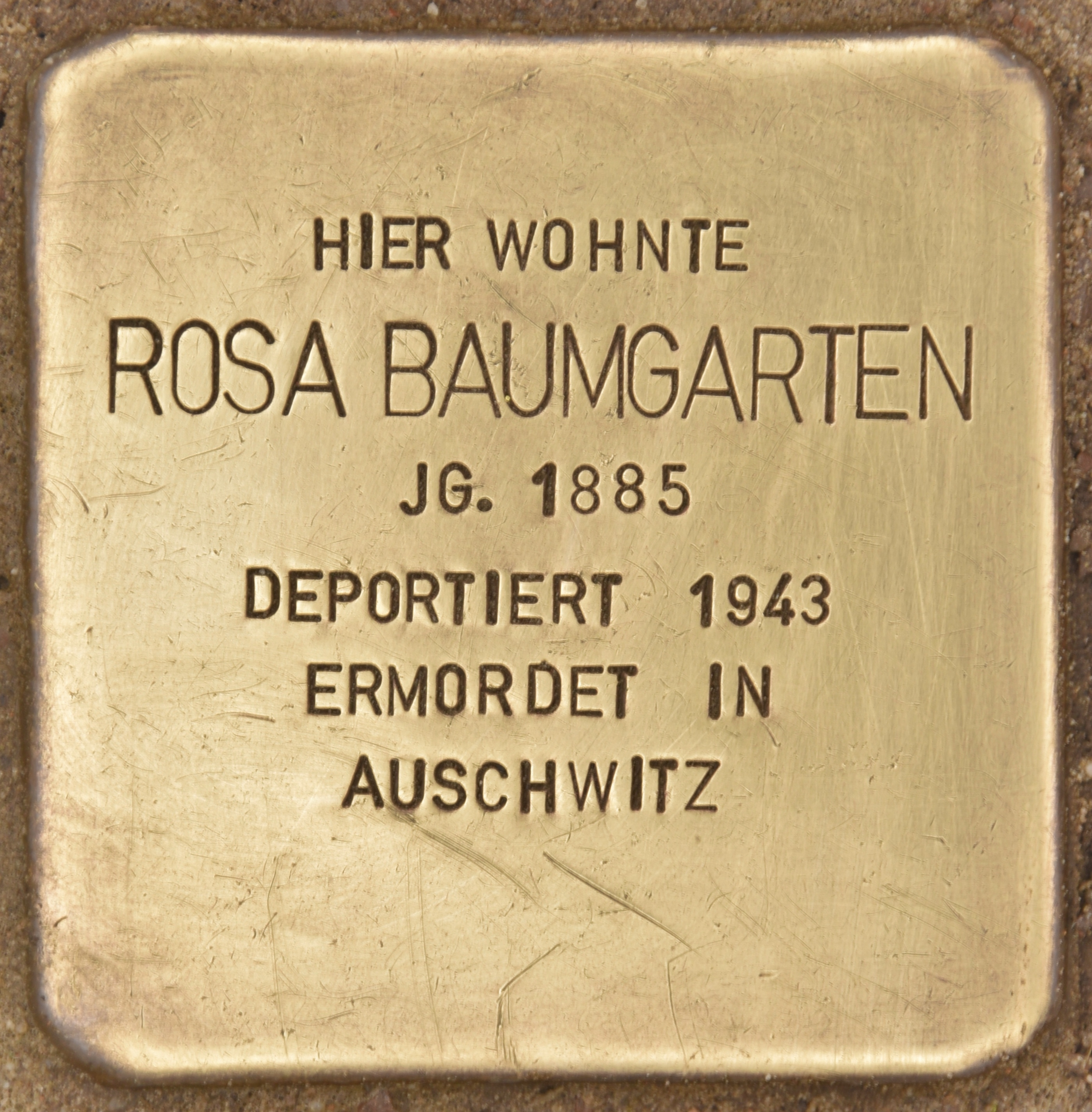
Schillerstraße 5 (Baumgarten)
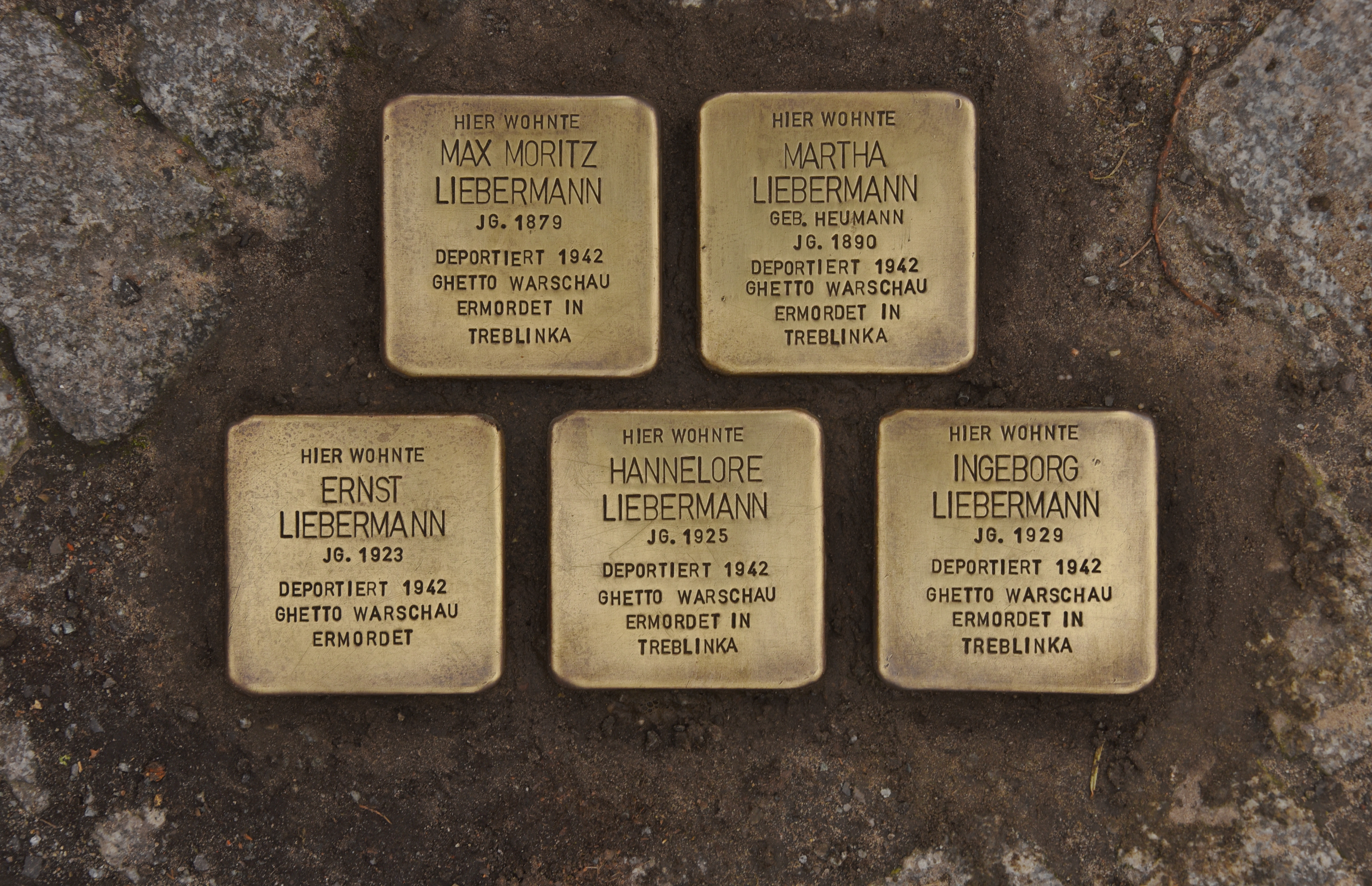
Tschaikowskistraße 1 (Liebermann)
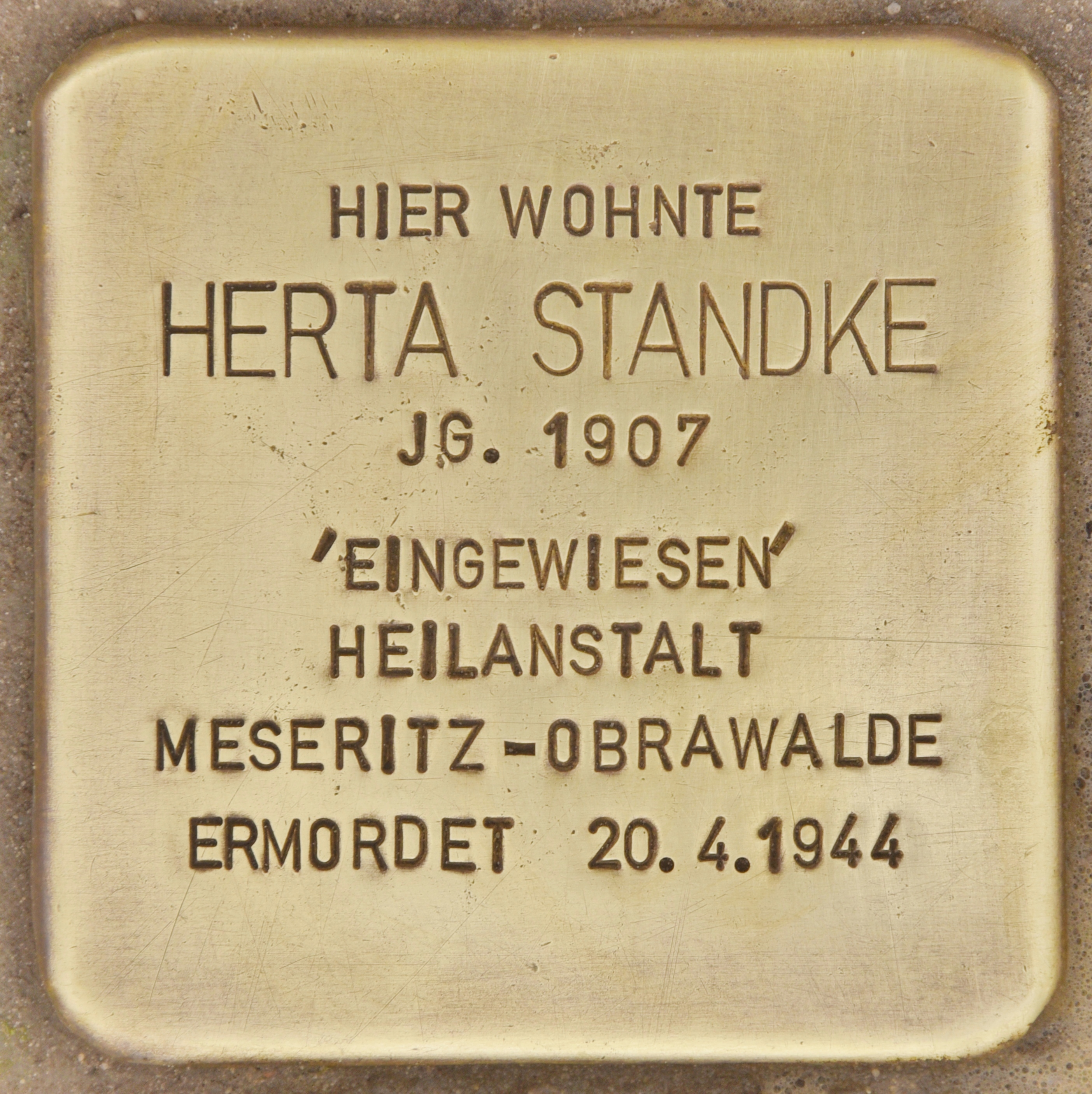
Nohlstraße 21a (Standke)

### Regelmäßige Veranstaltungen
In Glienicke findet jährlich ein Herbstfest am Dorfteich statt, das vom Gewerbeverein Glienicke e. V. organisiert wird.

### Gemeindepartnerschaft
Seit 2017 besteht eine Gemeindepartnerschaft mit der französischen Gemeinde Plobannalec-Lesconil im Departement Finistère.

## Wirtschaft und Infrastruktur

### Verkehr
Glienicke/Nordbahn liegt an der Landesstraße L 30 zwischen der Berliner Stadtgrenze und Bernau. Die Kreisstraße K 6501 nach Schildow durchquert den Ort.
Die Autobahnausfahrten Stolpe und Berlin-Waidmannluster Damm der A 111 sind etwa fünf Kilometer von Glienicke entfernt. Den Berliner Autobahnring A 10 erreicht man nach etwa acht Kilometern über die Abfahrten Birkenwerder oder Mühlenbeck.
Trotz unmittelbarer Nähe zur Nordbahn verfügt Glienicke über keine Bahnstation. Die Gemeinde ist mit den Buslinien 806 und 809 vom S-Bahnhof Berlin-Hermsdorf bzw. vom S-Bahnhof Berlin-Frohnau (mit der Linie 809) direkt innerhalb von zehn Minuten oder mit der Linie 107 der Berliner Verkehrsbetriebe und zweimaligen Umsteigen von Berlin-Pankow an der Stettiner Bahn innerhalb von 25 Minuten zu erreichen. Zudem besteht ein Anschluss mit dem Bus 809 der OVG nach Hohen Neuendorf und Hennigsdorf. Der Südrand der Gemeinde kann auch über die auf Berliner Gebiet verlaufende Buslinie 326 vom S-Bahnhof Berlin-Hermsdorf erreicht werden.
Seit dem 1. April 2019 besteht durch eine Taktverstärkung bei der Linie 806 während der Hauptverkehrszeit ein 10-Minuten-Takt zwischen Glienicke und den S-Bahnhöfen Hermsdorf bzw. Frohnau. Mit Fahrplanwechsel zum 26. Oktober 2020 wurde der 10-Minuten-Takt vormittags bis 12 Uhr verlängert und wird nachmittags bereits ab 15 Uhr, dafür aber nur bis etwa 18:30 Uhr angeboten. Dafür entfiel der zuvor freitags bis Mitternacht angebotene halbstündliche Busverkehr von/nach Frohnau.

### Sport
Der heutige SV Glienicke wurde 1949 als Sportgemeinschaft Glienicke gegründet und trägt seit 1990 seinen jetzigen Namen. Ihm gehören 880 Mitglieder an, die sich auf die Abteilungen Badminton, Darts, Gymnastik, Fußball, Gesundheitssport, Kegeln, Sportschießen, Tischtennis und Volleyball aufteilen. Zweitgrößter Verein im Ort ist der BSC Fortuna Glienicke mit den Abteilungen Fußball, Leichtathletik, Boule und Tanzen. Seine Fußballmannschaft spielt in der Saison 2024/25 in der Landesliga Nord Brandenburg.

### Statistische Daten

#### Tabellen
|                              | Einheit | 2000  | 2001  | 2002  | 2003  | 2004  | 2005  | 2006  | 2007   | 2008   | 2009   | 2010   | 2011   | 2012   | 2013   | 2014   | 2015   | 2016   | 2017   | 2018   | 2019   | 2020   | 2021   | 2022   | 2023  |
| ---------------------------- | ------- | ----- | ----- | ----- | ----- | ----- | ----- | ----- | ------ | ------ | ------ | ------ | ------ | ------ | ------ | ------ | ------ | ------ | ------ | ------ | ------ | ------ | ------ | ------ | ----- |
| Einwohner (zum 31.12.)       |         | 7.709 | 8.324 | 8.714 | 8.929 | 9.140 | 9.597 | 9.879 | 10.270 | 10.461 | 10.774 | 11.005 | 11.085 | 11.357 | 11.667 | 11.942 | 12.155 | 12.159 | 12.227 | 12.218 | 12.358 | 12.430 | 12.403 | 12.366 |       |
| Kinder in Tageseinrichtungen |         | 190   |       | 341   | 360   | 380   | 420   | 422   | 442    | 465    | 447    | 457    | 483    | 493    | 503    | 527    | 524    | 500    | 511    | 527    |        |        |        |        |       |
| Kinder im Hort               |         | 44    |       | 100   | 156   | 151   | 206   | 220   | 252    | 262    | 269    | 297    | 312    | 296    | 296    | 338    | 339    | 363    | 354    | 343    | 334    |        |        |        |       |
| Wasserverbrauch              | Tsd. m³ | 381   | 406   | 412   | 500   | 442   | 454   | 504   | 482    | 510    | 527    | 544    | 531    | 528    | 545    | 608    | 639    | 650    |        |        |        |        |        |        |       |
| Gasverbrauch                 | GWh     | 56,0  | 63,6  | 66,5  | 69,5  | 69,8  | 69,3  | 70,1  | 65,4   | 68,8   | 72,9   | 84,9   | 72,7   | 73,9   | 75,1   | 70,3   | 76,0   | 79,8   | 82,0   | 78,8   | 78,1   | 79,4   | 89,8   | 77,3   |       |
| Stromverbrauch               | GWh     | 16,8  | 17,7  | 19,5  | 19,8  | 20,4  | 21,1  | 22,4  | 22,7   | 23,6   | 24,0   | 23,9   | 24,8   | 24,4   | 25,9   | 24,5   | 24,5   | 24,8   | 24,8   | 24,3   | 23,9   | 23,9   | 24,6   | 23,9   |       |
| Stromerzeugung               | MWh     | 1,4   | 5,9   | 7,5   | 9,2   | 8,0   | 8,9   | 10,6  | 14,9   | 32,2   | 50,7   | 86,2   | 121,7  | 164,6  | 171,1  | 615,2  | 2.179  | 2.176  | 2.020  | 2.281  | 2.250  | 2.120  | 2.336  | 2.450  | 2.524 |

## Persönlichkeiten

### Ehrenbürger
- Erich Schwabe (1909–2015), Wehrführer der Freiwilligen Feuerwehr Glienicke/Nordbahn (1964–1976),[30][31] ältester Feuerwehrmann Brandenburgs[32]

### In Glienicke/Nordbahn geboren
- Uwe Barschel (1944–1987), ehemaliger Ministerpräsident von Schleswig-Holstein, lebte bis 1945 in der Veltheimstraße (Breitscheidstraße) 82[33]

### Mit Glienicke/Nordbahn verbundene Persönlichkeiten
- Gustav Bauer (1870–1944), 1919–1920 Reichskanzler, lebte von 1940 bis 1944 in Glienicke/Nordbahn, auf dem Friedhof der Kirchengemeinde Glienicke/Nordbahn begraben
- Hans-Joachim Beeskow (1946–2021), evangelischer Theologe, Kirchen- und Kunsthistoriker, lebte in Glienicke/Nordbahn
- Artur Ebert (1891–1978), Geophysiker, lebte in Glienicke/Nordbahn
- Georg Ebert (1931–2020), Ökonom, war von 1993 bis 2001 Mitglied der Gemeindevertretung und von 1994 bis 2001 deren Vorsitzender
- Johannes Felsenstein (1944–2017), Intendant und Opernregisseur, lebte in Glienicke/Nordbahn
- Walter Felsenstein (1901–1975), Regisseur, hatte seinen Wohnsitz in Glienicke/Nordbahn
- Caterina Granz[34] (* 1994) Mittelstreckenläuferin, deutsche U20-Meisterin 2013 (1500 m), aufgewachsen in Glienicke/Nordbahn
- Anja Heyde (* 1976), ZDF-Moderatorin, lebt in Glienicke/Nordbahn
- Paul Korth-Cortini (1890–1954), Magier und Illusionist, lebte von 1927 bis zu seinem Tod im Haus Nohlstraße 14
- Toni Krahl (* 1949), Sänger der Rockband City, lebt in Glienicke/Nordbahn
- Adolf von Trotha (1868–1940), Admiral,  auf dem Friedhof der Kirchengemeinde Glienicke/Nordbahn begraben, das Grab ist inzwischen beräumt
- Wilfried Werz (1930–2014), Bühnenbildner, lebte in Glienicke/Nordbahn
- Wolfgang Würfel (1932–2025), Graphiker, lebte in Glienicke/Nordbahn